# Svatých Pět bratří
Svatí bratři Benedikt, Jan, Matouš, Izák a Kristin jsou mučedníci z území dnešního Polska, pokračovatelé v díle sv. Vojtěcha.
Benedikt a Jan byli kněží italského původu, žáci sv. Romualda z jeho mnišské komunity u Ravenny. Na přání krále Boleslava Chrabrého a císaře Oty III. přišli v roce 1001 do Polska, aby tam pokračovali v díle sv. Vojtěcha. Usadili se v poustevně západně od Poznaně a čekali až dostanou z Říma pověření k misionářskému působení. Brzy se k nim připojili učedníci domácího původu – Matouš a Izák. Jejich komunitu ovšem přepadli lupiči a všechny, včetně kuchaře Kristina, zabili. Mělo se tak stát 11. listopadu 1003. Brzy po roce 1009 dal jejich těla Boleslav Chrabrý přenést do katedrály v Hnězdně. Jejich přítel svatý Bruno Querfurtský o nich napsal legendu (1008).
Jejich ostatky přenesl roku 1039 spolu s tělem druhého pražského biskupa sv. Vojtěcha kníže Břetislav I. do Prahy. Odtamtud byla většina jejich ostatků přenesena do nově založeného kapitulního staroboleslavského kostela sv. Václava. Roku 1128 bylo pak tělo sv. Kristina přeneseno do olomoucké katedrály.
V roce 1352 byly ostatky dvou z nich uloženy do nových olověných schrán arcibiskupem Arnoštem z Pardubic za přítomnosti císaře Karla IV. Od husitských válek je ovšem jejich hrob nezvěstný. Jen kaple v závěru jižní boční lodi nese podle tradice jejich zasvěcení. V pokladu Metropolitní kapituly u sv. Víta jsou chovány dva plenáře s ostatky, raně gotická dřevěná deska, upravená v době barokní, a stříbrný stojací relikviář darovaný rodinou Lobkowiczů roku 1617. V kapitulním pokladu ve Staré Boleslavi je uchována menší gotická plenářová deska z 1. poloviny 14. století s ostatky 4 z 5 bratří. Ostatky sv. Kristina v barokní relikviářové tumbě jsou uloženy v presbytáři katedrály v Olomouci.
Po přenesení ostatků do Čech tu začali být uctíváni jako zemští patroni. Jejich svátek se slavil 12. listopadu (dies natalis) a 25. srpna (výročí přenesení ostatků Pěti bratří a sv. Vojtěcha do Prahy). Po Druhém vatikánském koncilu byl v liturgickém kalendáři ponechán jen jeden svátek, a to srpnové výročí přenesení, protože dies natalis a dny v jeho bezprostředním okolí byly obsazeny oslavami jiných světců.